# Кабрера, Хафет
Ха́фет Кабре́ра (исп. Jafeth Cabrera; род. 16 ноября 1950, Гватемала) — гватемальский государственный деятель. С 14 января 2016 по 14 января 2020 года — вице-президент Гватемалы.

## Биография
Получил образование в Университете Сан-Карлос, имеет степень в области медицинской хирургии. С 1994 по 1998 год он был ректором этого университета. В 1999 году началась политическая карьера Кабреры, когда он стал одним из основателей Национального союза надежды вместе с Альваро Коломом. В 2004 году Кабрера стал секретарём по вопросам сельского хозяйства Гватемалы.
В мае 2015 года Кабреру объявили в качестве кандидата от Фронта национальной конвергенции на пост вице-президента Гватемалы. Кандидатом в президенты от Фронта национальной конвергенции стал Джимми Моралес. В сентябре 2015 года Кабрера заявил, что современные проблемы Гватемалы кроются в испанской колонизации Америки и если бы Гватемала была колонизирована другой страной, то эти проблемы не были бы столь серьёзными.
6 ноября 2015 года Кабрера был официально объявлен Верховным избирательным трибуналом Гватемалы избранным вице-президентом страны. 23 апреля 2016 года Хафет Кабрера заявил, что Гватемала направила вооружённые силы на границу с соседним Белизом, причиной данного поступка стал давний территориальный спор между этими государствами.